# Symsagittifera roscoffensis
Symsagittifera roscoffensis, cuyo nombre vernáculo es "gusano de Roscoff" o "gusano de salsa de menta", es un gusano plano marino perteneciente al phylum Xenacoelomorpha. El origen y naturaleza del color verde de este gusano estimuló la curiosidad de los zoólogos. Se debe a la asociación entre el animal y una microalga, la especie Tetraselmis convolutae, hospedada bajo su epidermis. Es la actividad fotosintética de la microalga huésped lo que proporciona los nutrientes esenciales para el gusano. Esta sociedad se denomina fotosimbiosis, de "foto", "luz", y simbiosis "que vive con". Estos animales marinos fotosintéticos viven en colonias (hasta varios millones de individuos) en la zona intermareal.

## Biología y ecología de la especie
A pesar de que roscoffensis significa "proveniente de Roscoff", este gusano no es endémico de Roscoff o Bretaña. Su distribución geográfica se extiende por toda la costa atlántica de Europa; se han observado colonias desde Gales al sur de Portugal.

### 130 años de historia
En 1879, en la Estación Biológica de Roscoff fundada por Henri de Lacaze-Duthiers, el biólogo británico Patrick Geddes se preguntó por la naturaleza y origen del componente verde de un gusano local que denominó Convoluta schultzii. Describió sucintamente que "contiene células  clorofílicas" y la presencia de granos de almidón asociado "como los encontrados en plantas ".
En 1886, el biólogo francés Yves Delage (subdirector de la Estación Biológica de Roscoff) publicó un detallado estudio describiendo, entre otras cosas, el sistema nervioso y los órganos sensoriales del gusano acelo de Roscoff Convoluta schultzii. En este artículo Delage también se sorprende de "la naturaleza de zoochlorella (i.e. microalga): ¿son verdaderas algas?, ¿de dónde provienen?, ¿cuáles son las relaciones simbióticas que les unen a su comensal?"
En 1891, Ludvig von Graff, un zoólogo alemán de la Universidad de Graz y especialista en acelos, emprendió una descripción taxonómica del acelo de Roscoff en la Estación Biológica de Roscoff. Sus trabajos destacan una confusión taxonómica en los trabajos anteriores de Geddes y Delage: "... Las investigaciones en Roscoff y en las costas adriáticas me mostraron que los convoluta verdes del adriático (Convoluta schultzii)  ... pertenece a una especie diferente del Convoluta verde de Roscoff. He preservado para el primero el antiguo nombre Convoluta schultzii, dándole al segundo el nombre de Convoluta roscoffensis." El nombre específico roscoffensis es por tanto un tributo a la Estación Biológica de Roscoff y a Henri de Lacaze-Duthiers. En este artículo, von Graff también escribe sobre zoochlorella (i.e. microalga). "A pesar de que indudablemente derivan de algas ...  representan no obstante, en su estado actual de adaptación, un tejido concreto del gusano dedicado a la asimilación".

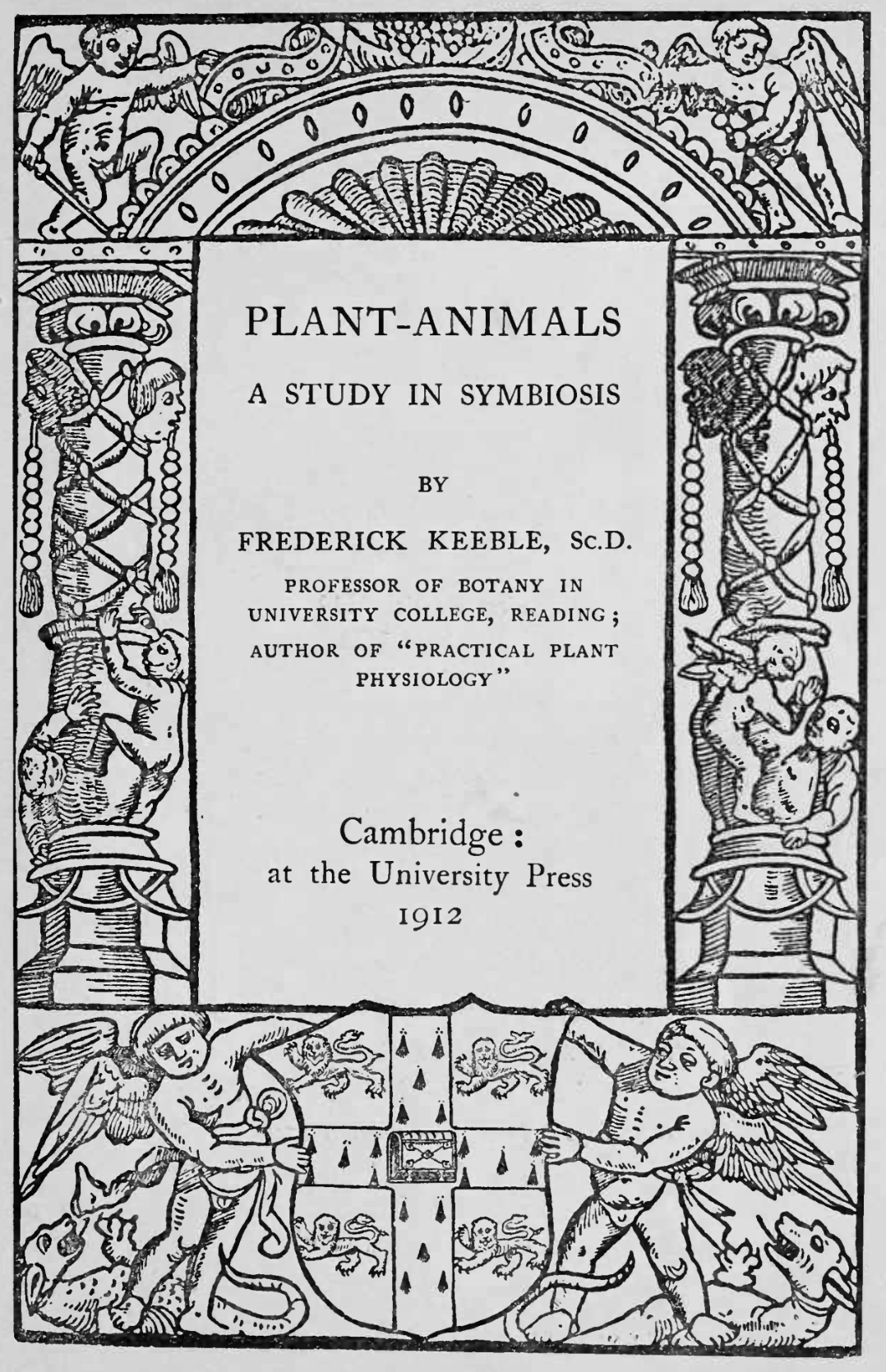
Primera portada del libro publicado en 1912 por Keeble sobre la biología de la asociación de Convoluta roscoffensis y sus microalgas

En el texto académico titulado Animales-Planta, publicado en 1912 por Frederick Keeble, el codescubridor de la naturaleza y el origen de las microalgas, un conjunto de trabajos describen la relación concreta entre Convoluta roscoffensis y sus socios fotosintéticos.
Luigi Provasoli, un experto en microalgas pionero en las técnicas de aislamiento y cultivo de microalgas, mantuvo durante varios años entre 1965 y 1967 en Nueva York (Laboratorios Haskins, ahora en Connecticut) generaciones de S. roscoffensis enviados directamente desde la Estación Biológica de Roscoff. De este modo, generaciones de juveniles no simbióticos nacieron en Nueva York y fueron usados para probar la especificidad de la asociación entre S. roscoffensis y diferentes especies de microalgas. Un siglo después de su descripción formal, en 1991, gracias a las técnicas de biología molecular y las nuevas herramientas bioinformáticas, la filogenia de los acelos fue revisada y modificada: el Convoluta verde de Roscoff, Convoluta roscoffensis devenía Symsagittifera roscoffensis, el "gusano de Roscoff".

#### Biotopo y etología
Symsagittifera roscoffensis vive en la zona intermareal, preferentemente en un substrato arenoso, pobre en materia orgánica. La acumulación de esta última genera condiciones hipóxicas o anóxicas, las cuales facilitan el desarrollo de bacterias anaeróbicas que liberan compuestos como el sulfuro de hidrógeno (H2S), incompatibles con los requerimientos de oxígeno del gusano.
La alternancia dinámica entre pleamares y bajamares influyen en el comportamiento de estos animales, que emigra verticalmente en cada marea: en marea creciente las colonias se sumergen en la arena, emergiendo de nuevo a la superficie al inicio de la marea menguante, haciéndose visibles en el flujo de agua intersticial. El tamaño de los granos de arena es un factor importante porque  determina la facilidad de los movimientos verticales de los gusanos. Estos siempre permanecen en contacto con el agua de mar cuándo los flujos intersticiales se secan durante la marea menguante, y permanecen protegidos durante la marea creciente (enterrados en la arena) de los efectos dispersivos de las olas.
Las colonias se localizan en la parte superior de la zona intermareal, la cual permanece menos tiempo cubierta por una capa de agua durante el ciclo de mareas. Las colonias de S. roscoffensis se ubican por tanto en la zona teóricamente de exposición solar más prolongada para maximizar la actividad fotosintética de sus microalgas asociadas. La luz es un factor biótico esencial dado que la actividad fotosintética de las algas hospedantes constituyen la única contribución a la entrada de nutrientes para los animales.
Los trabajos de Louis Martin refieren la presencia de S. roscoffensis en los flujos intersticiales de agua de mar en noches de bajamar con elevada reflexión lunar. Este último autor también ha demostrado que los gusanos, cultivados en el laboratorio, se reúnen mayoritariamente en la superficie del contenedor cuándo la marea es baja y emigran al fondo con marea alta. En cámaras termo y fotoreguladas en las que los gusanos no perciben físicamente el ciclo de mareas, esta oscilación vertical persiste hasta 4 o 5 días, para después desaparecer gradualmente y evolucionar hacia una ocupación aleatoria del espacio en el contenedor.
Otro movimiento característico de la especie, a veces observado en los charcos de marea y en el laboratorio, agrupa a centenares o incluso miles de individuos para realizar una procesión circular. Los modelos muestran que este comportamiento social es autoorganizado y está iniciado por el movimiento de un individuo que conduce a los gusanos a su proximidad, propagando el movimiento a una densidad creciente de gusanos que se mueven de manera coordinada. Symsagittifera roscoffensis es por tanto un modelo de estudio para comprender cómo el comportamiento individual puede guiar el comportamiento colectivo.
Ya desde 1924, los zoólogos observaron el comportamiento de S. roscoffensis en respuesta a la acidificación de su entorno. Después de la difusión forzada de CO2 (dióxido de carbono) gas en el agua de mar, la concentración de CO2 disuelto se incrementa hasta que el medio se satura y genera  ácido carbónico y libera un protón H+ (CO2+ H2O ↔ H+ + HCO3-). El aumento en protones H+ causa una disminución del pH y por lo tanto un aumento en acidez. Bajo el efecto de la disminución repentina y pronunciada del pH, S. roscoffensis se contrae, gira sobre sí mismo, entonces gradualmente expulsa sus algas socios. El gusano gradualmente pierde su color verde y normalmente muere después de unas cuantas horas. Esta experiencia simula los efectos de acidificación de océano, que es hoy la principal consecuencia (junto con la subida de las temperaturas) de la actividad antropongénica, particularmente el uso de combustibles fósiles, que generan elevadas concentraciones de CO2. Este sistema fotosimbiótico  "S.roscoffensis / T. convolutae" permite explorar y evaluar el efecto de la acidificación en especies oceánicas fotosimbióticas, de los cuales los más emblemáticos son los corales . El blanqueo del coral, el cual resulta principalmente del aumento en temperatura de océano pero está agravado con acidificación, da como resultado la disociación de la sociedad alga / animal llevando a la expulsión de las algas. A pesar de que pueda ser reversible, el blanqueo es una ilustración directa de los cambios medioambientales que está acechando más y más arrecifes de coral y las especies asociadas.

### Anatomía del adulto y reproducción
El gusano adulto mide aproximadamente de 4 a 5 mm. En la parte anterior (la cabeza),  distinguimos un estatocisto u otolito: un sensor de gravedad que permite al gusano orientarse en el espacio y mostrar un geotropismo positivo (un estímulo mecánico contra la pared de un tubo que contiene los gusanos provoca su zambullimiento activo hacia abajo).
El gusano tiene dos fotorreceptores flanqueando el estatocisto: la percepción de luz permite al gusano moverse hacia entornos iluminados: se trata de fototropismo positivo. Esta adaptación probablemente maximice la probabilidad de encuentro entre microalgas libres y el juvenil no simbiótico que también presenta este fototropismo positivo. S. roscoffensis, expuesto a diferentes intensidades de luz tiende a moverse y exponerse a intensidades más altas que aquellas en las cuales las microalgas libres realizan una óptima fotosíntesis. Otros trabajos han mostrado experimentalmente que si tiene elección, el gusano fotosimbiótico evita exponerse a condiciones de luz extremas: demasiado débil o demasiado fuerte. En su entorno, se sospecha que un enterramiento temporal le permite huir a intensidades demasiado fuertes (fotoinhibición).
Este gusano tiene un sistema nervioso central (cerebro) y periférico. Cuando se le amputa la parte anterior (la "cabeza" conteniendo al cerebro), se puede observar una capacidad de regeneración de todo el sistema nervioso central en aproximadamente veinte días, recuperando así mismo el comportamiento normal. Sin embargo, las diferentes funciones biológicas no se regeneran a igual velocidad: mientras que el fototropismo, que está asociado con la regeneración de los fotorreceptores, se recupera rápidamente, el geotropismo, asociado con la regeneración del estatocisto, no se recupera en varias semanas.
S. roscoffensis no tiene un sistema circulatorio: la difusión del oxígeno a través de los tejidos es pasiva. Parte de este oxígeno también proviene la actividad fotosintética del alga huésped.
La superficie del animal está abundantemente ciliada y sembrada con numerosas glándulas secretoras de mucus. El mucus proporciona una red física que permite a los gusanos moverse en las filtraciones de agua. Un estudio en profundidad sobre el comportamiento de S. roscoffensis in situ explica que la única posibilidad de que el gusano se mueva horizontalmente es hacer un soporte (invisible a simple vista) que no es otro que una matriz sintetizada con el moco secretado. Si se observa atentamente, se ve que los amimales no se deslizan directamente sobre la arena, sino que "dan la impresión de deslizarse sobre una superficie invisible".
El moco secretado es también una interfaz (biofilm) entre el animal y su entorno. Poblaciones de bacterias específicas se desarrollan y parecen ser hospedadas en el mucus, estando por tanto íntimamente involucradas en la biología del gusano.
Este tríptico (animal + microalgas + consorcio bacteriano) es un buen ejemplo del paradigma holobionte que explica que un organismo (animal o planta) es una asociación compleja y dinámica que implica a las poblaciones microbianas necesarias para el desarrollo, crecimiento y hasta cierto punto, para la vida del organismo.
S. roscoffensis carece de sistema digestivo en todo momento durante su desarrollo. Aun así, en su lado ventral hay un orificio considerado como "una boca" que le permite ingerir (sin digerir) la microalga Tetraselmis convolutae. Este último da acceso a un sincitio digestivo a través del cual las futuras microalgas huésped son primero vaciadas (pierden su flagelos y su teca) transitando entonces para localizarse finalmente bajo la epidermis del animal, sin ser internalizadas en las células pero en contacto y entre las células del gusano.
Symsagittifera roscoffensis también posee un sistema muscular que consta de una compleja red de fibras musculares transversales, longitudinales, circulares y dorso-ventrales.
Este gusano es hermafrodita, pero no se autofecunda: debe aparearse con un socio para reproducirse. Los espermatozoides maduros se producen en el extremo posterior del animal. Los oocitos son fertilizados por los espermatozoides de los socios almacenados, después de aparearse, en una espermateca. Esta espermateca está conectada a los oocitos por un canal. Cada individuo grávido producirá del moco que secreta abundantemente un capullo transparente en el que son liberados los oocitos fertilizados. Los embriones, cuyo número varía y puede llegar a veinte, se desarrollan de forma sincronizada. En el laboratorio y dependiendo de las condiciones de cría, después de 4 a 5 días, los juveniles abren y escapan del capullo, comenzando su búsqueda del socio fotosintético. Si las microlas algas no son ingeridas, los juveniles no simbióticos mueren después de que aproximadamente 20 días en el laboratorio.
En 1886, Yves Delage se preguntó sobre la simplicidad de la organización de plan corporal de acoela: es la consecuencia de una pérdida, de regresiones de caracteres durante la evolución o que los acoelas preservaron, para determinados caracteres, una organización corporal ancestral? Estos gusanos planos fueron en principio asimilados a Turbellaria, dentro del phylum platelmintos, principalmente en base a parecidos morfológicos. Después de numerosos estidios filogenéticos y filogenómicos, los gusanos acoela fueron clasificados dentro del subfilo Acoelomorpha, phylum Xenacoelomorpha.
La posición filogenética de acoela es inestable y ha sido tema de mucha discusión: algunos argumentos los sitúan en la base de bilateria, antes de la dicotomía deuteróstomos/protóstomos, mientras otros les colocan bastante en la base de deuteróstomos. Independientemente de su posición filogenética dentro de metazoos, acoela puede haber retenido algún rasgo ancestral de los bilateria durante su evolución y así representar un objeto de estudio que podría potencialmente ayudar a la mejor comprensión de la diversificación en del plan de organización corporal de animales con simetría bilateral.

## El socio fotosintético y elmodus vivendientre el animal y las microalgas

### Descubrimiento y características de microalgas asociadas
Ni Geddes (1879), quién observó la presencia de almidón y clorofila en las células verdes presentes en los tejidos, ni Delage (1886) y Haberlandt (1891) habían sido capaces de identificar formalmente su origen y naturaleza, aunque sospechaban de microalgas.
En 1901, en Roscoff, William Gamble y Frederick Keeble empezaron a estudiar estas células verdes in hospite y trataron de aislarlas y cultivarlas —sin éxito. En 1905,  observaron que juveniles no simbióticos se iban volviendo verdes después de eclosionar, inicialmente en agua de mar no filtrada, pero transferidos e incubados posteriormente en agua filtrada. Plantearon la hipótesis de que el factor que infectaba a los juveniles y les confería el color verde estaba probablemente en la superficie o dentro de los huevos.
En un segundo experimento,  sacaron los capullos vacíos (después de la eclosión) inicialmente contenidos en agua marina no filtrada y los transfirieron e incubaron en agua filtrada. Después de 3 semanas, observaron en el agua filtrada el verdear de los capullos y la acumulación de organismos unicelulares y flagelados verdes. Este experimento permitió aislar estos microorganismos verdes. Las observaciones microscópicas de estas células mostraron características de microalgas, mostrando (entre otras cosas) la presencia de un color violeta después de tratamiento con yodo, revelando la presencia de almidón, diagnosis de actividad fotosintética. El contacto entre juveniles no simbióticos, reducido bajo condiciones estériles, con estas células verdes permitieron inducir fotosimbiosis: estos trabajos pioneros demostraron que las células verdes in hospite eran de hecho microalgas flageladas en estado de vida libre y estas eran el factor "infectivo" que causa la coloración verde de adultos (ausente en juveniles no simbióticos). Por tanto, no hay transmisión vertical del simbionte (transmitido por los padres) sino una adquisición horizontal en cada generación nueva (i.e., los simbiontes están en el entorno).
Tetraselmis convolutae pertenece a la clase Chlorodendrophyceae dentro de la división Chlorophyta. Este alga tiene características notables, incluyendo cuatro flagelos, una teca (cubierta de polisacáridos) y una vacuola (estigma o "eyespot") que contiene moléculas fotoreceptoras. T. convolutae vive en estado de vida libre en la columna de agua pero es principalmente bentónico. Por otro lado, in hospite, el alga no tiene el mismo fenotipo que en estado de vida libre: ya no posee flagelos, teca o estigma. Estas diferencias fenotípicas impidieron a Geddes, Delage y Haberlandt deducir que las células verdes en los tejidos podrían haber sido microalgas.

### Modus vivendi: Una asociación altamente integrada, no sólo aditiva
Pocos trabajos describen la naturaleza trófica de los intercambios entre el animal y sus socios fotosintéticos. La actividad fotosintética proporciona, además de oxígeno, varios compuestos orgánicos: aminoácidos, proteínas, polisacáridos y ácidos grasos.
Las microalgas reciclan ácido úrico (proveniente del metabolismo del nitrógeno en el gusano) para la síntesis de sus proteínas y aminoácidos. La asimilación de ácido úrico por S. roscoffensis atrajo la atención de los primeros experimentadores, incluyendo a Louis Destouches (Louis Ferdinand Céline), quién llevó a cabo trabajos sobre la fisiología de estos animales que finalizaron en 1920 "que es por tanto muy probablemente que los intercambios simbióticos lleven a la transformación de ácido úrico en fuente de nitrógeno para zoochlorella". Douglas ha mostrado formalmente que el ácido úrico endógeno del gusano (derivado de su metabolismo) es una fuente de nitrógeno para las microalgas y que los juveniles no simbióticos contienen cristales de ácido úrico que desaparece de 15 a 20 días después del establecimiento de la simbiosis. Aun así, el autor propone que si el ácido úrico endógeno no es utilizado por el gusano y que si su concentración en el medio de cultivo disminuye a lo largo del tiempo es debido a actividad bacteriana asociada con los estos animales.
Junto a surgencias ricas en nitratos, en las zonas intermareales donde vive S. roscoffensis, estos gusanos son capaces de asimilar cantidades significativas de nitratos que dependen de la exposición e intensidad de la luz. Esta cualidad es diez veces superior a la absorbida por las algas en estado de vida libre. Por tanto, S. roscoffensis podría ser un interceptor de nitratos destacado.
En los tejidos del animal, las microalgas producen un compuesto de azufre, DMSP (dimetilsulfoniopropionato), que también difunde al entorno. Este compuesto es generalmente degradado enzimáticamente por DMSP-liasas a ácido acrílico y DMS (dimetilsulfuro). Sin embargo, ninguna actividad DMSP-liasa ha sido medida en cultivos de Tetraselmsis convolutae en solitario. La actividad DMSP-liasa bacteriana ha sido propuesta para explicar la presencia de DMS y ácido acrílico en colonias de S. roscoffensis. Es posible que el mucus de S. roscoffensis (al igual que el mucus de otros animales fotosintéticos como los corales) alberguen poblaciones bacterianas específicas que expresan DMSP-liasas. El DMSP es un compuesto de azufre que presenta, entre otras cosas, una propiedad repelente que podría conferir una barrera química que explique la ausencia de predadores y, como consecuencia, la abundancia de gusanos dentro de las colonias.